# Tout se déchaîne au Wolfgangsee
Pour plus de détails, voir Fiche technique et Distribution.
Tout se déchaîne au Wolfgangsee (Außer Rand und Band am Wolfgangsee) est un film autrichien réalisé par Franz Antel, sorti en 1972.

## Synopsis
Eva, étudiante, hérite étonnamment de son oncle d'un hôtel au Wolfgangsee. Elle se rend dans le Salzkammergut avec son amie Maxi à bord d'une Volkswagen Coccinelle. Mais à la grande déception des amis, le Palast Hotel se révèle être en fait une masure inhabitable. Seul l'ancien garçon Zacherl vit encore ici son cheval Murli. Quand Eva apprend aussi qu'elle hérite d'une montagne de dettes, elle est désespérée.
Cependant Zacherl et Maxi font venir des amis pour rénover l'hôtel et reprendre une activité dans le but d'atteindre un prix de vente plus élevé et donc être en mesure de rembourser les dettes héritées.
Afin de faire venir les clients, Zacherl se sert d'une ruse pour amener un groupe de voyageurs dans l'hôtel qui s'appelle maintenant Schwarzes Rössl. À la suite d'une blessure légère lors d'un tour de bateau, Eva fait la connaissance de Martin, le médecin, qui, sans se faire remarquer, aide activement à remplir le Schwarzes Rössl avec des invités.
Mais quand elle découvre que Martin est le frère de la directrice de l'hôtel concurrent Weißes Rössl, elle croit que Martin est là pour mettre des bâtons dans les roues. Eva est très déçue de devoir vendre l'hôtel immédiatement à une banque, mais Martin arrive avec quelque chose.
À la fin, Eva et Martin se marient, l'hôtel est sauvé.

## Fiche technique
- Titre français : Tout se déchaîne au Wolfgangsee[1]
- Titre original : Außer Rand und Band am Wolfgangsee
- Réalisation : Franz Antel assisté d'Otto Stenzel
- Scénario : Kurt Nachmann, Willy Fritsch
- Musique : Gerhard Heinz (de)
- Direction artistique : Nino Borghi
- Photographie : Siegfried Hold
- Montage : Arnfried Heyne
- Production : Franz Antel
- Société de production : Franz Antel Film, Neue Delta Filmproduktion, Terra Filmkunst
- Société de distribution : Constantin Film
- Pays d'origine :  Allemagne,  Autriche
- Langue : allemand
- Format : Couleur - 1,66:1 - Mono - 35 mm
- Genre : Comédie
- Durée : 93 minutes
- Dates de sortie :
  - Allemagne : 13 janvier 1972.
  - France : 27 février 1974[1].

## Distribution
- Heidi Hansen : Eva Lenz
- Ernst Schütz : Martin
- Jutta Speidel : Maxi
- Michael Schanze : Jürgen
- Paul Löwinger : Zacherl
- Hansi Kraus : Leopold
- Hans Terofal : Holzinger
- Raoul Retzer : Franz
- Franz Muxeneder : Anton
- Catharina Conti : Putzi
- Gunther Philipp : Le conseiller financier
- Jacques Herlin : Marcel
- Waltraut Haas : La gouvernante du Weißen Rössl
- Roberto Blanco : Roberto Blanco

## Source de la traduction
- (de) Cet article est partiellement ou en totalité issu de l’article de Wikipédia en allemand intitulé « Außer Rand und Band am Wolfgangsee » (voir la liste des auteurs).